# Тетеревино
Тетеревино — село в Прохоровском районе Белгородской области России, входит Беленихинского сельского поселения.
Население — 331 житель.
Расположено у административной границы с Яковлевским районом. Железнодорожная станция.

## История
Село Тетеревино создавалось как  «военное поселение служилых людей Сажновского стана Белгородского уезда» .
Краевед по Белгородскому краю А. Г. Бобов в своей работе писал:
«В период, после 1646 года, была образована деревня Тетеревиная на Достойном Колодезе при Тетеревином лесе – современное Тетеревино. С названием вроде бы все понятно. XVII век стал последним для наших краев, когда здесь обитали на только тетерева, но и другие виды животных и птиц, которых сегодня, к сожалению, нет. Надо сказать, что колодезями тогда называли небольшие речушки и ручьи. Для тетеревинцев выскажу предположение, что такое название имел родник при вершине лога и сам лог, который тянется от села Тетеревино в сторону Сухой Плоты, в свою очередь впадающей в Липовый Донец».
В селе в 1809 году была возведена каменная Покровская церковь и двухкомплектная земская школа. По данным переписи населения 1858 года было 250 дворов и 1840 жителей. В селе имелись 16 промышленных “заведения”, 4 торговые лавки, кабак. К 1890 году число населения выросло и составило уже 1934 человека (970 мужчин, 964 женщин). 
В селе проводились следующие ярмарки: семидневная конная (Крещенская), с 6 по 13 января; скотская, 9-16 марта; скотская, с первого после Пасхи воскресенья; с 26 по 29 сентября. 
Немногим позже, стали проводить еще ярмарку Покровскую (1 октября), Васильевскую (1 января) и в день Сошествия Святого Духа.
К дореволюционным годам село разрослось до 500 дворов.
Тетеревино было оккупировано фашистскими войсками во второй половине ноября 1941 года.
23 ноября 1941 командир разведроты 227-й стрелковой дивизии РККА капитан Михаил Александрович Золотенков лично застрелил выбранного немцами тетеревинского старосту.

## Транспорт
В 2009 году открыли новую дорогу в село из Беленихино.